# Lycidola batesi
Lycidola batesi là một loài bọ cánh cứng trong họ Cerambycidae.